# Trận đổ bộ Zdudichi
Trận đổ bộ Zdudichi (26 tháng 6 năm 1944) là một trận đánh diễn ra trong Chiến tranh Xô-Đức thuộc Chiến tranh thế giới thứ hai. Nó là một cuộc đổ bộ do Giang đoàn Dniepr tổ chức và là một phần trong chuỗi chiến dịch giải phóng Byelorussia mang mật danh "Bagration".
Nhiệm vụ của Giang đoàn Dniepr trong ngày đầu tiên của chiến dịch Bagration là hỗ trợ Tập đoàn quân số 65 của trung tướng P. I. Batov thuộc Phương diên quân Byelorussia một trong các trận tác chiến trên khu vực sông Berezina. Cụ thể, nhằm đạt được ý đồ bao vây tiêu diệt một cụm lớn quân Đức thuộc Tập đoàn quân số 9 tại khu vực Zdudichi - Parich, Giang đoàn Dniepr sẽ tổ chức một cuộc đổ bộ tại khu vực làng Zdudichi để chủ lực quân đội Liên Xô giải phóng nhanh chóng ngôi làng này, duy trì tốc độ tấn công nhanh trong chiến dịch. Lực lượng đổ bộ trong trận đánh này là 1 đại đội bộ binh, hỗ trợ bởi 4 thuyền pháo, ещё 8 катеров составляли отряд артиллерийской поддержки, 2 катера-тральщика. Chỉ huy cuộc đổ bộ là đại úy A. I. Peskov.
Đêm 25 tháng 6, đoàn tàu đổ bộ bí mật khởi hành. Sau khi bí mật vượt qua ranh giới chiến tuyến, lực lượng đổ bộ bắt gặp các tàu thủy Đức cũng như hàng rào thủy lôi do quân Đức dựng lên. Lực lượng tàu quét mìn nhanh chóng vô hiệu hóa số thủy lôi này. Trong thời gian đầu tiên, hoạt động của đoàn tàu đổ bộ vẫn giữ được bí mật, tuy nhiên khi các tàu đổ bộ bắt đầu cập bờ thì quân Đức đã phát hiện ra họ. Đại bác và súng cối Đức bắt đầu nã đạn lên các toán đổ bộ Xô Viết khi họ bắt đầu tiếp cận bờ sông. Tuy nhiên, nhờ hỏa lực pháo binh yểm hộ áp đảo, quân đội Liên Xô đã mau chóng dập tắt các khẩu đội pháo Đức và tiếp tục cuộc đổ bộ.